# 横濱文明堂
株式会社文明堂（ぶんめいどう）は、神奈川県横浜市に本社を置く菓子販売業者。

## 沿革
- 1900年（明治33年）1月 - 中川安五郎が長崎市丸山町72番地で創業。
- 1933年（昭和8年）11月8日 - 横浜支店開店。
- 1946年（昭和21年） - 東京・横浜・神戸等の地方支店を総本店から経営分離。
- 1948年（昭和23年） - 合資会社文明堂設立。
- 1952年（昭和27年） - 桜木町に初の支店を開店。
- 1954年（昭和29年） - 横浜松坂屋に出店。百貨店との取引開始。
- 1958年（昭和33年）11月19日 - 伊勢佐木町1丁目店開店。
- 1964年（昭和39年）
  - 関内駅前店開店。
  - 横浜髙島屋に出店。
- 1969年（昭和44年）
  - 文明堂製菓株式会社設立。
  - 横浜本社工場開設。
- 1970年（昭和45年） - 特約代理店との取引開始。
- 1974年（昭和49年） - 量販店との取引開始。
- 1977年（昭和52年）
  - 豊岡工場（現・磐田工場）開設。
  - 東海地区への出店開始。
- 1982年（昭和57年）
  - 3月29日 - 日吉駅前店開店。
  - 11月1日 - 株式会社文明堂設立。
- 1990年（平成2年）3月21日 - 名古屋営業所設立。
- 1990年（平成2年）3月21日 - 新栄店開店。
- 2013年（平成25年） - 横浜文明堂設立80周年。

## 事業所

### 株式会社文明堂
- 本店
  - 神奈川県横浜市中区伊勢佐木町4-114 ライオンズプラザ伊勢佐木町通り1F
- 営業本部
  - 神奈川県横浜市中区伊勢佐木町1-5-3 文明堂ビルディング4F
- 総務・総理部
  - 神奈川県横浜市中区伊勢佐木町1-5-3 文明堂ビルディング3F
- 浜松営業所
  - 静岡県磐田市三家1715
- 名古屋営業所
  - 愛知県名古屋市中区新栄2-2-1 イノフィスビル8F

### 文明堂製菓株式会社
- 本社・横浜本社工場
  - 神奈川県横浜市戸塚区上矢部町2125
- 磐田工場
  - 静岡県磐田市三家1715

## 商品
- カステラ
- 極上金カステラ
- おまっ茶カステラ
- 三笠山
- かすてら巻
- 饅頭
- 横浜開花サブレ
- 横濱くっきいず
- 珈琲カステラ
- しっとり濃厚極かすてら